# Charles Spencer (6e comte Spencer)
Pour les articles homonymes, voir Charles Spencer et Spencer.
Charles Robert Spencer, 6e comte Spencer, (30 octobre 1857 - 26 septembre 1922), titré vicomte Althorp entre 1905 et 1910, est un courtisan britannique et homme politique libéral de la famille Spencer. Député de 1880 à 1895 et de nouveau de 1900 à 1905, il est vice-chambellan de la maison de 1892 à 1895. Élevé à la pairie en tant que vicomte Althorp en 1905, il est Lord Chambellan de 1905 à 1912 dans les gouvernements libéraux dirigées par Henry Campbell-Bannerman et Herbert Henry Asquith. En 1910, il succède à son demi-frère comme comte Spencer. Il est marié à Margaret Baring, membre de la famille Baring.

## Jeunesse et éducation
Connu sous le nom de « Bobby », il est né à St James's, Westminster, fils de Frederick Spencer (4e comte Spencer), et de sa deuxième épouse Adelaide Seymour, fille de Horace Seymour et petite-fille d'Hugh Seymour. John Spencer (5e comte Spencer), est son demi-frère aîné. Il fait ses études à Harrow et au Trinity College de Cambridge.

## Carrière politique
Il est député de Northamptonshire North de 1880 à 1885 et de Northamptonshire Mid de 1885 à 1895 et de nouveau de 1900 à 1905, où se trouve son domicile de Dallington Hall. En 1898, il se présente à Hertford. Il est Groom-in-Wainting de la reine Victoria entre février et juin 1886. En 1892, il est admis au Conseil privé et nommé vice-chambellan de la Maison sous William Ewart Gladstone, poste qu'il occupe jusqu'en 1895. Entre 1900 et 1905, il est whip libéral.
Le 19 décembre 1905, il est créé vicomte Althorp, de Great Brington dans le comté de Northampton, afin de lui permettre de devenir Lord Chambellan dans le gouvernement libéral de Henry Campbell-Bannerman (son frère aîné est toujours comte Spencer à cette époque). Le 13 août 1910, il hérite du comté à la mort de son frère aîné sans enfant, John Spencer (5e comte Spencer). Il reste Lord chambellan jusqu'en 1912. De 1908 à 1922, il est Lord Lieutenant du Northamptonshire. Il est fait Chevalier Grand-Croix de l'Ordre Royal Victorien en 1911 et Chevalier de la Jarretière en 1913. Il reçoit également la décoration de réserve des bénévoles.

## Famille
Lord Spencer épouse Margaret Baring (14 décembre 1868-4 juillet 1906), fille d'Edward Baring (1er baron Revelstoke) et de Louisa Emily Charlotte Bulteel, à l'église St James, Piccadilly, le 23 juillet 1887. Ils ont six enfants :
- Adelaide Margaret Delia Spencer (1889–1981)[7], épouse Sidney Peel (en), 1er baronnet
- Albert Spencer (7e comte Spencer) (1892–1975).
- Cecil Edward Robert Spencer (1894-1928), décédé célibataire dans un accident d'équitation.
- Lavinia Emily Spencer[8] (1899–1955), épouse le 4e baron Annaly. Lady Annaly est une dame d'honneur supplémentaire de la reine Elizabeth la reine mère lorsqu'elle est duchesse d'York.
- George Charles Spencer (1903-1982), marié à (1) Barbara Blumenthal et (2) Kathleen Henderson.
- Alexandra Margaret Elizabeth Spencer (en) (1906–1996), mariée à Henry Douglas-Home (fils de Charles Douglas-Home (13e comte de Home)). Elle est l'auteur de "A Spencer Childhood", publié en 1994[9].

Lord Spencer est décédé en septembre 1922 à son domicile de St James Place, à Londres, à l'âge de 64 ans. Il était malade depuis quatre mois après avoir contracté un «frisson» lors d'un événement public dans son comté d'origine du Northamptonshire. Son fils aîné Albert lui succède. Lord Spencer est enterré à côté de son épouse à Saint Mary the Virgin avec St John Churchyard, Great Brington, Northamptonshire.

## Distinctions
- Commandeur grand-croix de l'ordre royal de l'Étoile polaire